# General Pico
General Pico est une ville du centre de l'Argentine, chef lieu du Département de Maracó dans la province de La Pampa.

## Population
La population recensée atteignait 53 352 habitants en 2001, soit une hausse de 24,44 % par rapport à 1991. C'est la deuxième ville la plus peuplée de la province, après la capitale Santa Rosa.

## Géographie
La ville est située au nord-est de la province, dans la pampa bien arrosée appelée pampa humide. 

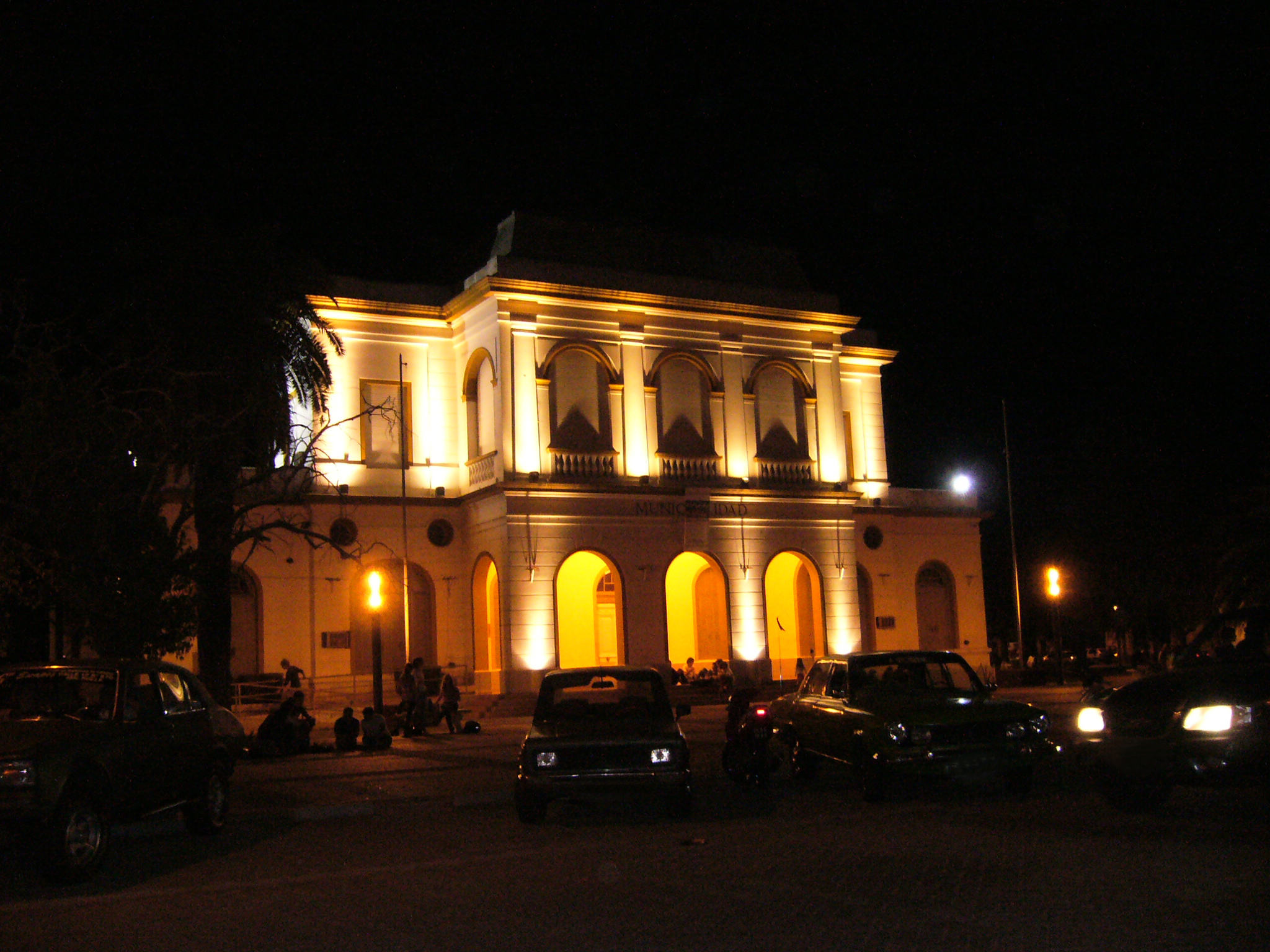
Palais municipal de la ville

La principale activité de la région est l'agriculture associée à l'élevage. Les principales cultures sont : le soja, le blé, le tournesol, le maïs, l'avoine, le seigle, le sorgho et l'alfalfa.
La ville fut fondée le 11 novembre 1905 par Eduardo Chapeaurouge.

## Religion
La ville est le siège d'un évêché catholique, suffragant de l'archidiocèse de Bahia Blanca.